# Grok (chatbot)
Grok es un chatbot de inteligencia artificial generativa desarrollado por xAI, basado en modelo extenso de lenguaje. Desarrollado como una iniciativa de Elon Musk como respuesta al surgimiento de ChatGPT. El chatbot fue promocionado como «con sentido del humor» y con acceso directo a X (anteriormente conocido como Twitter). 

## Historia
Musk cofundó la organización de investigación de IA OpenAI con Sam Altman en 2015. Musk dejó la junta directiva de la compañía en 2018.  OpenAI lanzó ChatGPT en 2022 y GPT-4 en marzo de 2023. Ese mes, Musk fue uno de varios empresarios que firmaron una carta abierta del Future of Life Institute pidiendo una pausa de seis meses en el desarrollo de cualquier software de inteligencia artificial.
Elon Musk mencionó en una entrevista su plan de crear un chatbot de IA denominado «TruthGPT», el cual definió como «una inteligencia artificial enfocada en la búsqueda de la verdad y en comprender la esencia del universo». Manifestó su inquietud respecto a que ChatGPT está siendo «adiestrado para ser políticamente correcto».
TruthGPT más tarde sería conocido como grok, un verbo acuñado por Robert A. Heinlein en su novela Stranger in a Strange Land.
En noviembre de 2023, xAI comenzó a presentar una vista previa de Grok para personas seleccionadas, Y la participación en el programa de acceso temprano se limitó a los usuarios pagos de X Premium. Se anunció que una vez que el bot saliera de la versión beta, estaría disponible para suscriptores de nivel superior X Premium+.
En noviembre de 2023, xAI describió el chatbot como «un producto beta muy temprano: lo mejor que pudimos hacer con 2 meses de capacitación» que podría «mejorar rápidamente con cada semana que pasa».

## Características
xAI describió el chatbot como diseñado para «responder preguntas con un poco de ingenio» y con «una vena rebelde», así como la voluntad de «responder preguntas picantes que son rechazadas por la mayoría de los otros sistemas de IA». Decía que el chatbot había sido «modelado según la Guía del autoestopista galáctico, por lo que pretendía responder a cualquier cosa».
Un extracto compartido mostró que se le pidió a Grok que respondiera la pregunta «¿Cuándo es apropiado escuchar música navideña?», de manera vulgar, y respondiendo «cuando carajos quieras» y añadiendo que aquellos que no estén de acuerdo deberían «meterse un bastón de caramelo en el culo y ocuparse de sus malditos asuntos». Musk compartió una captura de pantalla de Grok dando instrucciones sobre cómo fabricar cocaína.   Musk señaló que las respuestas de Grok se limitaban a información que ya estaba disponible públicamente en la web.
Grok ha sido caracterizado por la prensa como «anti-woke».  Musk ha dicho de la organización OpenAI que «el peligro de entrenar a la IA para que se despierte —en otras palabras, para mentir— es mortal».
El periodista Gustavo Gorriti señaló que Grok se usó para consultar sobre la política latinoamericana después de que Nayib Bukele hiciera popular la pregunta de quién sería el más popular de la región en 2025.

## Desarrollo

### Grok-1
En noviembre de 2023, xAI comenzó a mostrar Grok como un chatbot a personas seleccionadas, con la participación en el programa de acceso temprano limitada a usuarios de X Premium.
Fue anunciado que una vez que el bot estuviera fuera de beta temprana, solo estaría disponible para suscriptores de nivel más alto de X Premium+.
En el momento de la vista previa, xAI describió el chatbot como «un producto de beta temprana — lo mejor que pudimos hacer con dos meses de entrenamiento» que podría «mejorar rápidamente con cada semana que pasara».
El 11 de marzo de 2024, Musk publicó en X que el modelo de lenguaje sería de código abierto dentro de una semana. Seis días después, el 17 de marzo, Grok-1 fue liberado como código abierto bajo la licencia Apache-2.0. Se divulgaron la arquitectura de las redes y sus parámetros de peso.
El 26 de marzo de 2024, Musk anunció que Grok estaría habilitado para todos los suscriptores Premium, no solo para los de la categoría Premium+.

#### Grok-1.5
El 29 de marzo de 2024, Grok-1.5 fue anunciado, con «capacidad de razonamiento mejorada» y una longitud de contexto de 128 000 tokens. Grok-1.5 fue lanzado para todos los usuarios Premium de X el 15 de mayo de 2024.
El 4 de abril de 2024, se actualizó la página «Explorar» de X con resúmenes de noticias de última hora escritos por Grok, una tarea previamente asignada a un equipo de curación humano.
El 12 de abril de 2024, fue anunciado Grok-1.5 Vision (Grok-1.5V), que es capaz de procesar una amplia variedad de información visual, incluidos documentos, diagramas, gráficos, capturas de pantalla y fotografías. Grok-1.5V nunca fue lanzado al público.
El 4 de mayo de 2024, Grok se hizo disponible en el Reino Unido, siendo el único país en Europa donde Grok estaba disponible debido a las reglas inminentes de la Ley de Inteligencia Artificial de la Unión Europea. Grok fue luego revisado por la UE y lanzado el 2024-05-16 de MDY.

### Grok-2
El 14 de agosto de 2024, Grok-2 y Grok-2 mini fueron anunciados, con un rendimiento mejorado y nuevas capacidades de razonamiento, así como la capacidad de generación de imágenes utilizando Flux de Black Forest Labs.
Grok-2 mini es un «hermano pequeño pero capaz» de Grok-2 que «ofrece un equilibrio entre velocidad y calidad de respuesta», según xAI, y fue lanzado el mismo día del anuncio. Grok-2 fue lanzado seis días después, el 20 de agosto.
El 28 de octubre de 2024, Grok recibió capacidades de comprensión de imágenes.
El 16 de noviembre de 2024, Grok recibió capacidades de búsqueda web.
El 23 de noviembre de 2024, Grok recibió capacidades de comprensión de PDF.
El 6 de diciembre de 2024, Grok estuvo disponible para usuarios no suscritos a X Premium, pero con límites de uso.
El 9 de diciembre de 2024, Grok recibió Aurora, un nuevo modelo de texto a imagen desarrollado por xAI.
En diciembre de 2024, xAI lanzó aplicaciones independientes de Grok para la web e iOS, además de su disponibilidad existente en X. 
El 2 de enero de 2025, xAI actualizó el logo de Grok.
El 4 de febrero de 2025, xAI lanzó una versión de Grok para Android. 

### Grok-3
El 17 de febrero de 2025, xAI lanzó su modelo insignia más reciente, Grok-3, junto con otras actualizaciones de Grok. Elon Musk declaró que Grok-3 fue entrenado con «diez veces» más potencia de cálculo que su predecesor, Grok-2, utilizando el enorme centro de datos Colossus, que contiene alrededor de doscientas mil GPUs.
El modelo fue entrenado con un conjunto de datos ampliado que, según se informa, incluye archivos legales, y xAI afirma que supera a OpenAI en puntos de referencia como AIME para razonamiento matemático y GPQA para problemas científicos de nivel PhD.
xAI también lanzó Grok-3 mini, que ofrece respuestas más rápidas a costa de un poco de precisión.
Además, xAI introdujo capacidades de razonamiento similares a los modelos de razonamiento como el o3-mini de OpenAI y el R1 de DeepSeek, permitiendo a los usuarios activar el modo «think» para habilitar el razonamiento o activar el modo «big brain» para resolver problemas complejos, lo cual utiliza más recursos computacionales.
xAI afirma que el razonamiento de Grok-3 supera a la mejor versión del o3-mini de OpenAI en varios puntos de referencia populares, incluido un nuevo punto de referencia matemático llamado AIME 2025.
xAI también introdujo DeepSearch, una función que escanea internet y X para generar resúmenes detallados en respuesta a consultas, posicionándolo como un competidor del ChatGPT Deep Research de OpenAI.
Inicialmente, el acceso a Grok-3 está limitado a los suscriptores de Premium+ de X y SuperGrok de xAI, con planes de ofrecerlo más adelante a través de la API empresarial de xAI. Musk también anunció que se espera que Grok introduzca un modo de voz multimodal en una semana y que Grok-2 será liberado como código abierto en los próximos meses.

### Grok-4
El 9 de julio de 2025, xAI lanzó Grok 4 y 4 Heavy, junto con otras actualizaciones de Grok. xAI afirmó que estos nuevos modelos insignia superan a los modelos rivales en pruebas de referencia.
A menos de una semana del lanzamiento de Grok 4, se demostró que ocasionalmente investigaba las opiniones de Elon Musk antes de responder a una consulta; una solicitud para que Grok hablara sobre el conflicto en Oriente Medio (sin pedir su opinión sobre Musk) llevó a que Grok declarara que estaba "consultando" las opiniones de Musk "para ver si guían la respuesta", ya que "la postura de Elon Musk podría aportar contexto, dado su nivel de influencia".
En julio de 2025, se añadieron avatares con temática de anime llamados "Compañeros".

## Versiones
La siguiente tabla muestra las versiones de Grok, describiendo las innovaciones y mejoras en cada versión:
| Versión      | Fecha de lanzamiento | Descripción | Licencia    |
| ------------ | -------------------- | --- | ----------- |
| Grok-1       | Noviembre de 2023    | La primera versión de Grok. | Apache-2.0  |
| Grok-1.5     | Mayo de 2024         | Una mejora sobre la versión Grok-1, ofreciendo capacidades mejoradas de razonamiento y una longitud de contexto de 128 000 tokens. | Propietario |
| Grok-1.5V    | No lanzado           | Capaz de procesar una amplia variedad de información visual, incluidos documentos, diagramas, gráficos, capturas de pantalla y fotografías. | Propietario |
| Grok-2       | Agosto de 2024       | Rendimiento y razonamiento mejorados sobre la versión Grok-1.5 y capacidad de generación de imágenes. | Propietario |
| Grok-2 mini  | Agosto de 2024       | Un «hermano pequeño pero capaz» de Grok-2 que «ofrece un equilibrio entre velocidad y calidad de respuesta», según xAI. | Propietario |
| Grok-3       | Febrero de 2025      | Grok-3 está entrenado con «diez veces» más potencia de cálculo que Grok-2. Presenta capacidades avanzadas de razonamiento similares a o3 de OpenAI, activadas a través del modo «think» o «big brain» para abordar problemas complejos.                       | Propietario |
| Grok-3 mini  | Febrero de 2025      | Lanzado junto con Grok-3, Grok-3 Mini ofrece una alternativa más ligera y rápida para los usuarios que priorizan la velocidad sobre algo de precisión. Al igual que su versión más grande, Grok-3 Mini también incluye capacidades avanzadas de razonamiento. | Propietario |
| Grok 4       | Julio de 2025        | Incluye el uso de herramientas nativas e integración de búsqueda en tiempo real, así como una categoría "SuperGrok Heavy" con acceso al más potente Grok 4 Heavy.                                                                                             | Propietario |
| Grok 4 Heavy | Julio de 2025        | Incluye el uso de herramientas nativas e integración de búsqueda en tiempo real, así como una categoría "SuperGrok Heavy" con acceso al más potente Grok 4 Heavy.                                                                                             | Propietario |